# Carex bicolor
Laîche bicolore
Espèce
Classification phylogénétique
Statut de conservation UICN

 LC  : Préoccupation mineure
La Laîche bicolore (Carex bicolor) est une espèce de plantes du genre Carex et de la famille des Cyperaceae.